# Patró (metrologia)
En metrologia, un patró, patró de mesura, estàndard o prototip és el primer objecte que es pren com a estàndard d'alguna quantitat física per a mesurar aquesta quantitat. Ans al contrari del prototip industrial que canvia en cada fase de desenvolupament d'un producte, se cerca un màxim de garanties per que el prototip metrològic no canvia mai. Qualsevol patró té una incertesa estàndard, una valor d'error de mesura dins del qual el patró s'aplica.
Abans dels patrons universals, o del sistema mètric decimal, introduït per la revolució francesa, cada ciutat o entitat política tenia el seu patró local, el que dificultava evidentment la comunicació. Així la ciutat de Barcelona a l'antic règim tenia la «canya de pedra» com a patró i la ciutat de Lieja tenia el «peu de Sant Llambert» i el «peu carolingí». El problema de la definició univoca d'un patró eren i són les variacions dogudes a l'expansió sota influència, per exemple, de la temperatura i l'error de mesura. Per a la mesura del temps, es va evolucionar de l'hora romana relativa (un dotzena part del temps entre l'alba i la posta del sol) que podia variar –a Roma– entre 44 minuts a l'hivern i 75 minuts a l'estiu a l'hora estandarditzada. El problema bàsic del patró és que cal poder comparar una variable (longitud, temps, pes, volum, temperatura, valor…) amb un criteri él més invariable possible. En economia, durant de molt de temps es va utilitzar el valor de l'or (considerat com invariable) per a comparar el valor de la moneda de diferents països com a variable per mesurar.
Al Sistema Internacional d'Unitats (SI), l'únic prototip que encara s'utilitza poc o gaire, és el patró o prototip del kilogram, un cilindre sòlid de platí i iridi guardat a l'Oficina Internacional de Pesos i Mesures a Sèvres, a França que per definició és la massa d'un kilogram. Moltes nacions fan còpies d'aquest prototip per representar l'estàndard nacional.